# Mistrzostwa Afryki w Piłce Ręcznej Kobiet 1992
Mistrzostwa Afryki w piłce ręcznej kobiet 1992 – dziesiąte mistrzostwa Afryki w piłce ręcznej kobiet, oficjalny międzynarodowy turniej piłki ręcznej o randze mistrzostw kontynentu organizowany przez CAHB mający na celu wyłonienie najlepszej żeńskiej reprezentacji narodowej w Afryce. Odbył się w dniach 11–24 listopada 1992 roku. Tytułu zdobytego w 1991 roku broniła reprezentacja Nigerii.
Zwyciężczynie turnieju – reprezentantki Angoli – jako jedyne awansowały na MŚ 1993.

## Klasyfikacja końcowa
| Miejsce | Reprezentacja            | Uwagi          |
| ------- | ------------------------ | -------------- |
| złoto   | Angola                   | awans: MŚ 1993 |
| srebro  | Kongo                    | -              |
| brąz    | Wybrzeże Kości Słoniowej | -              |
| 4       | Nigeria                  | -              |
| 5       | Algieria                 | -              |
| 6       | Senegal                  | -              |
| 7       | Tunezja                  | -              |
| 8       | Zair                     | -              |